# Франке Слотгак
Франке Слотгак (нід. Franke Sloothaak, 2 лютого 1958) — нідерландський вершник.
Олімпійський чемпіон 1988 (командний конкур), 1996 (командний конкур) років, бронзовий призер 1984 року в командному конкурі.